# 気仙沼カントリークラブ
気仙沼カントリークラブ（けせんぬまカントリークラブ）は、宮城県気仙沼市にあるゴルフ場である。

## 概要
「気仙沼カントリークラブ」は、宮城県の陸中海岸国立公園に近い丘陵地にある山岳丘陵コースで、コースからは遠く金華山を遠望でき、気仙沼湾を眺望できるロケーションに恵まれた所にある。
1965年（昭和40年）頃、宮城県気仙沼市の水産会社である株式会社千葉商店社長の千葉建郎（現・理事長）は、「気仙沼にもゴルフ場を造れば漁船はもっと来てくれる」と、漁船の船主から言われたことに始まる。千葉建郎は、塩竈市の「仙塩ゴルフ倶楽部」（1935年（昭和15年）開場、設計・赤星四郎）のメンバーであり、クラブ選手権に優勝しハンデキャップ2までいった。千葉は、東北大学のボート部キャプテンで、1960年（昭和35年）のローマオリンピックに出場した経験がある。
新たなゴルフ場の建設に向けて動き出した、気仙沼商工会議所会頭の佐藤正二をリーダーに、地元の水産会社30社が出資し、母体会社「株式会社気仙沼ゴルフ場」を設立、社長に佐藤正二（初代理事長）が就任した。コース建設用地は、気仙沼市長磯地区で、コース設計は丸毛信勝に依頼し、規模は18ホールを目標にして、差し当たって9ホールの開場を目指した。
1966年（昭和41年）に9ホールの造成工事を着工し、1967年（昭和42年）10月1日、9ホール、距離3,075ヤード、パー36のゴルフ場が開場された。コースは、打ち上げあり、打ち下ろしのアップダウンの変化があり、自然の地形を感じることが出来る山岳コースである。

## 所在地
〒988-0225 宮城県気仙沼市長磯大窪152-38

## コース情報
- 開場日 - 1967年10月1日
- 設計者 - 丸毛 信勝
- コースタイプ - 山岳コース
- コース - 9ホールズ、パー36、5,740ヤード、コースレート69.2
- フェアウェー - コウライ
- ラフ - ノシバ
- グリーン - 2グリーン、ベント
- ラウンドスタイル -
- 練習場 - 8打席180ヤード
- 休場日 - 不定休(月2～3回程度)[2]

| OUT     | 1   | 2   | 3   | 4   | 5   | 6   | 7   | 8   | 9   | TOTAL | IN      | 10  | 11  | 12  | 13  | 14  | 15  | 16  | 17  | 18  | TOTAL |
| ------- | --- | --- | --- | --- | --- | --- | --- | --- | --- | ----- | ------- | --- | --- | --- | --- | --- | --- | --- | --- | --- | ----- |
| Par     | 4   | 4   | 4   | 3   | 5   | 4   | 4   | 3   | 5   | 36    | Par     | 4   | 4   | 4   | 3   | 5   | 4   | 4   | 3   | 5   | 36    |
| Back T. | 297 | 319 | 323 | 126 | 466 | 307 | 346 | 165 | 453 | 2,802 | Back T. | 307 | 343 | 335 | 135 | 478 | 320 | 363 | 180 | 477 | 2,938 |
| Reg.    | 510 | 345 | 400 | 170 | 120 | 505 | 350 | 160 | 500 | 3,060 | Reg.    | 520 | 355 | 410 | 195 | 130 | 515 | 360 | 165 | 520 | 3,170 |
| Hdcp    | 9   | 6   | 3   | 7   | 4   | 1   | 5   | 2   | 8   |       | Hdcp    | 9   | 6   | 3   | 7   | 4   | 1   | 5   | 2   | 8   |       |

## 交通アクセス
- 鉄道 - 気仙沼線 - 陸前階上駅より タクシー利用約分[3]
- 道路 - 東北自動車道 - 一関ICより 62Km[3]

## 関連文献
- 『ゴルフ場ガイド 東版』、2006-2007、「気仙沼カントリークラブ」、東京 ゴルフダイジェスト社、2006年5月、2021年10月2日閲覧
- 『美しい日本のゴルフコース BEAUTIFUL GOLF CULTURE IN JAPAN 日本のゴルフ110年記念 ゴルフは日本の新しい伝統文化である』、ゴルフダイジェスト社「美しい日本のゴルフコース」編纂委員会編、「「塩釜でのプレーが楽しみ」という船主のひと言が建設動機になった」、東京 ゴルフダイジェスト社、2013年12月、2021年10月3日閲覧